# ダブリン大主教

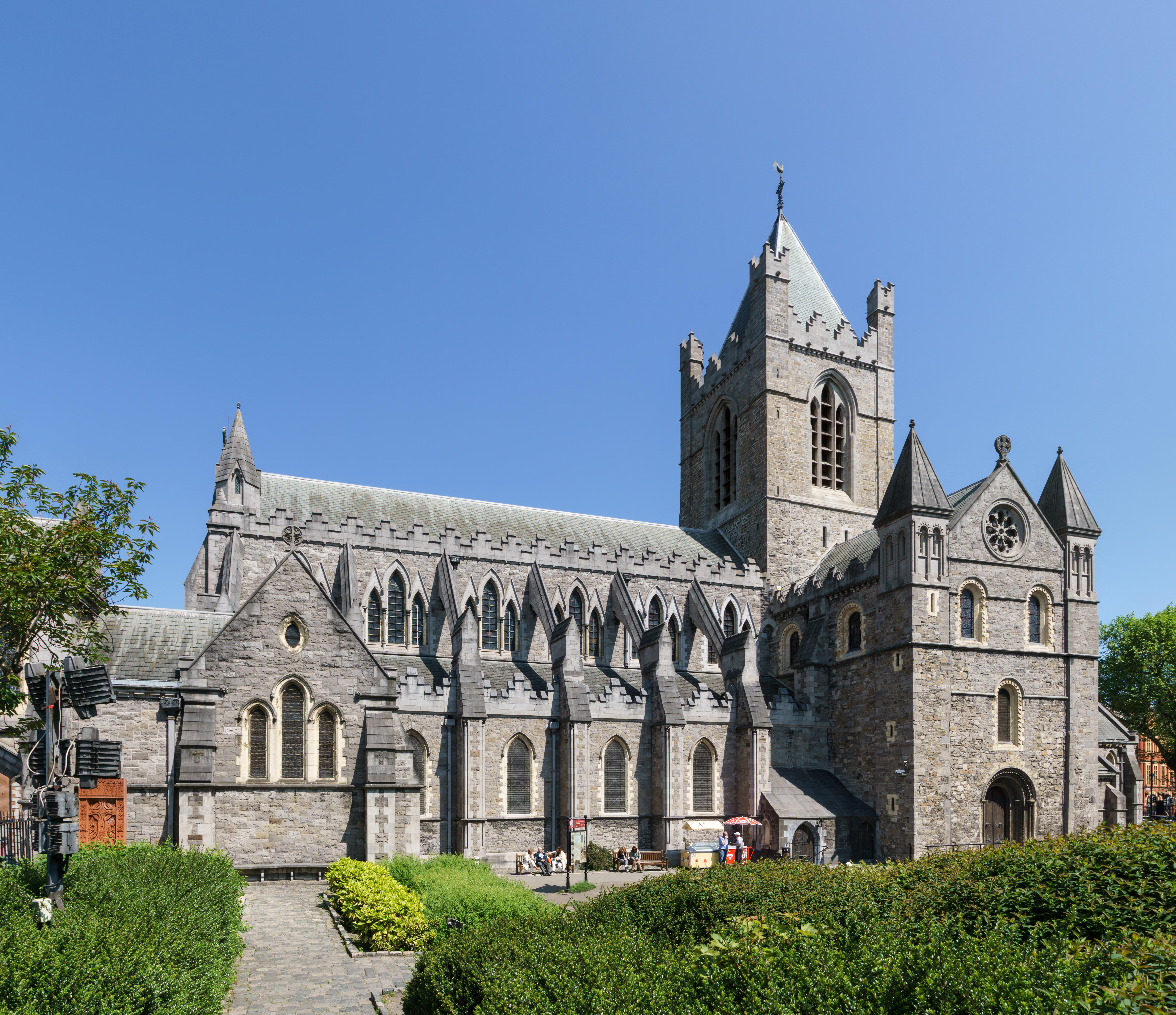
クライストチャーチ大聖堂。宗教改革以前の大主教座、アイルランド国教会の主教座

ダブリン大主教 (英: Archbishop of Dublin) は、アイルランド国教会のダブリンおよびグレンダーロッホ連合主教区を統括する上級聖職者の称号である。現職はマイケル・ジャクソン（英語）（2011年5月11日-）。
宗教改革以降、アイルランドはアイルランド国教会の主教区とカトリック教会の司教区が重なっているが、カトリックにも似たような役割であるダブリン大司教があり、ダブリン大司教区の長を務めている。また、双方ともアイルランド首座主教も務める。

## 管轄
ダブリン大主教はダブリンおよびグレンダーロッホ主教区の長としての役割を担っており、主教区に存在する95小教区の長である。また、ダブリン大主教管区の長として南部の5つの主教区を統べている。
ダブリン大主教と並立してアーマー大主教もアイルランドの首座主教の地位にあるが、より歴史の古いアーマー大主教は「全アイルランド首座主教」と称し、ダブリンよりもやや上位の格式とされている（アイルランド国教会#構造を参照）。カトリックにおいても同様である。

## 宗教改革以前

### 司教区以前

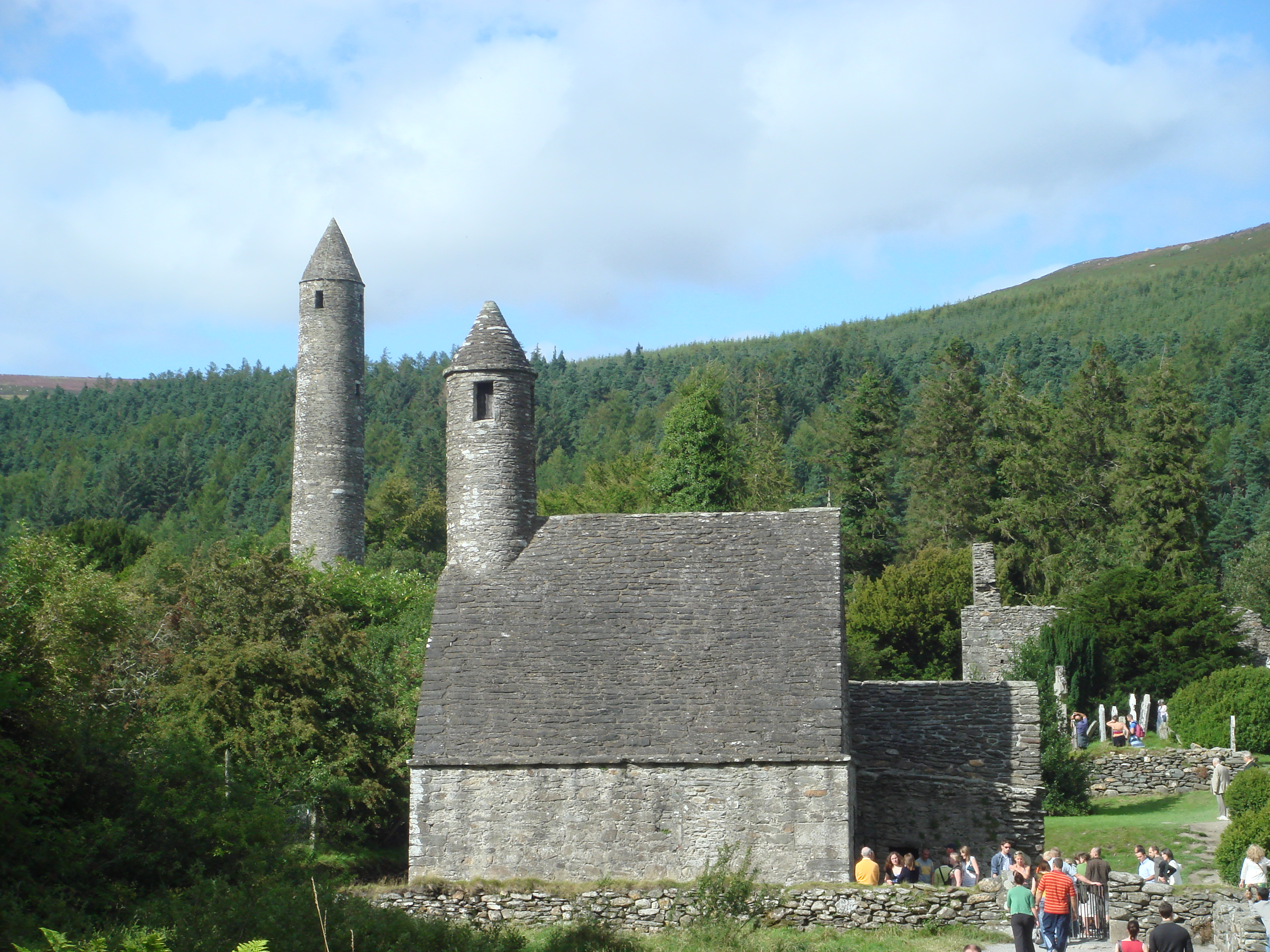
グレンダーロッホのケヴィン修道院跡

ダブリン一帯は司教区がおかれる前からキリスト教が普及しており、修道院の痕跡や記録はフィングラス、グラスネヴィン、グレンダーロッホ、キルナメイナフ、ソードズ、タラやそのほかに残っており、それらは古い時代における信仰と、彼らの日常に教会の時間が入り込んでいたことを今に伝えている。それらのいくつかは「教会の先駆 (head churches)」として機能していたが、そのすべてで最も権力があったのはグレンダーロッホであった。
初期のアイルランド教会の基礎は修道院であり、大きなコミュニティーの大修道院長 (Abbot) に大きな権限が与えられていた。それらは現代の感覚では教区を組織しない司教といったところであり、大修道院長や司教の組織はしばしば一人だけで構成されていた。なお、初期の「ダブリン司教」について、中には633年までさかのぼる説（ジェームズ・ウェアの『Antiquities of Ireland』）もあるが、ダブリン司教区自体は、一般的には後述するように1038年におかれたと見られている上、アイルランドに教区が組織され始めたと考えられる時点では、現在のダブリン司教区のすべておよびその他はグレンダーロッホ司教区に含まれていた。

### ヴァイキング司教区と初期の司教
ダブリンは9世紀頃からヴァイキングがダブリン王国を築いていたが、11世紀、キリスト教徒であったシトリック・シルケンベアードは彼ら独自の司教を得ようとし、1028年にはローマを訪れている。彼は候補者としてドナート(Donat、もしくはドナー、ドナトゥスと呼ばれる人物)を選び1038年にカンタベリーにおいて聖別を行わせた。そして新しく誕生したこの上級聖職者は市壁に守られた小さな領域をダブリン司教区としてその運営をはじめ、亡くなる1074年までその指揮を行った。ダブリン司教はカンタベリー大司教に従い、アイルランド教会の会議には参加しなかった。また、シトリックはクライストチャーチ大聖堂を1038年に建設し、バルドイル、ラセニー、ポートレーンの土地を与えた。
2人目のダブリン司教はパトリックといい、ロンドンの聖ポール教会で聖別された人物であった（Gilla Pátraicとも。1074年-1084年）。続いてカンタベリーで聖別を受けたドナート・オハイングリ（Donat O'Haingly、Donngus Ua hAingliu。1085年-1095年）、ついで彼の甥でありウィンチェスターの聖アンセルム教会で聖別を受けたサミュエル・オハイングリがダブリン司教になった（Samuel O'Haingly、Samuel Ua hAingliuとも。1096年-1121年）。
1111年、リムリック司教ギルバート（Gillebertとも）によるラスブレアセイルの教会会議において、アイルランドの司教区は24に固定すると決定したが、この数にはダブリンは含まれていなかった。ヴァイキング司教が続いていることを除けばグレンダーロッホ司教区の中にあること、いまだカンタベリーに付随しているなど言及されたという。1121年からは、5番目の、そして最後のダブリン司教であるグレゴリー（Gréneとも）が司教となった。彼はカンタベリー大司教ラルフに聖別された人物である。

### 1152年のアイルランド教会再編
1151年、教皇エウゲニウス3世はパパロニ枢機卿に対し、アイルランドに赴き4つの大教区を設立する許可を出した。そして1152年のケルズにおける総会においてアーマー、ダブリン、ケッシェル、チュアムという4つの大司教管区が作られた。
1214年にチュアム大司教によって作られた文書によれば、枢機卿はダブリンを基盤とするものとグレンダーロッホの双方に司教を見出し、そのときの動向として「彼は同じ司教区で、山の上にもうひとつの教会を見つけた。それはグレンダーロッホという都市の名前まで付き、そして独自の司教区（chorepiscopus）を構えた。しかし、彼は大司教用の肩衣パリウムを最善の都市ダブリンに届け、かつ司教区（グレンダーロッホ）とは分けておくべきと認めた。それゆえにダブリンは大教区にならなければならない。」とある。ダブリン北郡（North County Dublin）の一部、フィンガルとして知られる地域はグレンダーロッホ司教区からダブリン市に移管された。新たな大司教区は古い修道院に基づく管区を40の小教区として抱えた。またカンタベリーを筆頭とするイングランド教会にすべてを依存していた状態も、終わりを告げた。

### 初期の大司教
既存のダブリン司教であったグレゴリーは最初の大司教に昇格し、キルデア司教、リーリン司教、フェルンズ司教、グレンダーロッホ司教の報告をたばねた。2人目の大司教はローレンス・オトゥールで、前任はグレンダーロッホ大修道院長であり、以前もグレンダーロッホ司教に選ばれながら、その際には辞退していた。彼が職務についている間に、大陸から宗教的な命令がアイルランドに発せられ、その傾向の一部としてローレンスはクライストチャーチ大聖堂にアルエーズ会則の統治を受ける司教のコミュニティーを設立した。
12世紀になるとアイルランドからヴァイキング勢力は消え、代わってイングランドがアイルランドに影響力を持つようになる（ノルマン人のアイルランド侵攻）。アイルランドの政治的な状況は入植を始めたノルマン人、そしてイングランドの圧力によって変化したが、アイルランド教会も同様に変化していった。ローレンスの後継はノルマン人であったが、宗教改革にいたるまで大司教は全てイングランド人で、唯一、大司教ウォルター・フィッツシモン（1484-1511 Walter Fitzsimon）のみアイルランドに入植したイングランド人すなわちアングロ・アイリッシュであった。高い地位にある教会の団体は大きな政治的影響力を持ち、実際に多くのダブリン大司教はイングランドの王威のために市民権限を行使していた。マグナ・カルタにおいても当時の大司教ロンドンのヘンリーは連署人として他のイングランド人司教とともに名を連ねている。
1185年、教皇はグレンダーロッホ司教区とダブリン司教区統合という嘆願を聞き入れ、グレンダーロッホ司教ウィリアム・ピロが死去した1216年にインノケンティウス3世の許可の下で行われた。今日でもこの2つの司教区は統合されたままである。

### 大学計画
1311年ダブリンのレーチェ大司教はクレメンス5世教皇から教皇勅書を受け、ダブリンに大学を設立する許可を得た。1320年にこの計画は完成したが、大学の規則の確認はヨハネス22世教皇とレーチェの次のダブリン大司教であるアレクサンダーが行った。規則は聖パトリック大聖堂とクライストチャーチ大聖堂双方の聖堂参事会（Chapter）に言及し、権限をある程度与えられていたことが読める。その狙いは前者で講義を行うためであったと見られる。
当時の聖パトリック大聖堂の首席司祭（Dean）を務めたウィリアム・ロッドヤードは初代学長に選ばれ、そして1358年、イングランド王エドワード3世は学生を保護する特許状を発布した。1364年には神学講師（Divinity Lecture）が寄付を受け、さらに1496年、教区会議は大学の講師たちに俸給を与えた。
大学はヘンリー8世のもとで大聖堂組織の解散とともに終わりを告げた。ジョージ・ブラウン大主教は存続を試みており、その後のアダム・ロフタス大主教も当初は支持しながら、ダブリン大学トリニティー・カレッジの初代学長職につく。後に聖パトリック大聖堂の首席司祭であったジョナサン・スウィフトは、同聖堂参事会によるある程度の権限保持を信じていたと見られる。

### ダブリン大司教の一覧 (宗教改革以前)
ダブリン大司教およびアイルランド首座司教の一覧
- 1152-1162 グレゴリー
- 1162-1180 ロレンス・オトゥール
- 1181-1212 ジョン・カミン（またはクミン、John Comyn／Cumin）
- 1213-1228 ロンドンのヘンリー（英語版）（Henry de Loundres）
- 1230-1255 ルーク

管理していた大司教区の教会の増加、そして多くの役人の重要な世俗的活動のために、アイルランド人は独自の司教を探し、受け入れ、グレンダーロッホ司教区はすでに合併を解かれたにもかかわらずグレンダーロッホ司教として任命した。少なくとも以下の6人を指名している。
- 1256-1271 サンドフォードのファルク（英語版）（John de Sandford）

- 1279-1284 ダーリントンのジョン(John de Derlington)
- 1286-1294 サンドフォードのジョン（英語版）（John de Sandford）ドミニコ会修道士(OP)

チャドワースのトマス（Thomas de Chadworth）は選ばれたものの聖別は1295年に行われず、1299年に行われた可能性はある。
- 1296-1298 ホッサムのウィリアム（William of Hotham）ドミニコ会修道士（OP）
- 1299-1306 フェリングスのリチャード（Richard de Ferings）

ハーヴァリングスのリチャード（Richard de Haverings）は1307年3月に大司教に選ばれたが、聖別を受けることなく1310年に辞任。
- 1311-1313 レーチェのジョン（英語版）（John de Leche）
- 1317-1349 ビックノアのアレクサンダー（英語版）（Alexander de Bicknor）
- 1349-1362 セントポールのジョン（John de St Paul）
- 1363-1375 トマス・マイノット（Thomas Minot）
- 1375-1390 ロバート・ウィキフォード（Robert Wikeford）
- 1390-1395 ロバート・ワルドバイ（英語版）（Robert Waldeby）聖アウグスチノ修道会士（OSA）
- 1395-1397 リチャード・ノーサリス（Richard Northalis）、カルメル会修道士
- 1397-1417 トマス・クランレー（Thomas Cranley）
- 1417-1449 リチャード・タルボット（Richard Talbot）
- 1449-1471 マイケル・トレグリー（英語版）（Michael Tregury）
- 1472-1484 ジョン・ウォルトン（John Walton）
- 1484-1511 ウォルター・フィッツシモン（Walter Fitzsimon）
- 1512-1521 ウィリアム・ロックビー（William Rokeby）
- 1523-1528 ヒュー・インジ（Hugh Inge）ドミニコ会修道士（OP）
- 1528-1534 ジョン・アレン（John Alen）

## 宗教改革以降

### アングリカニズムへの合流
ジョン・アレンの死後、ヘンリー8世はダブリンの大聖堂参事会に圧力をかけ、1536年1月に王が選んだ大主教であるジョージ・ブラウンを選出させた。ブラウンはカンタベリー大司教トマス・クランマーによってランベスにて聖別を受けたものの、教皇には一切認められていない。しかし彼はアイルランド継承教会を始めることになり、これは現在アイルランドで2番目の信者を持つアイルランド国教会の始まりであった。
カトリックの信奉者であったメアリー1世の時代、イングランド国内においても国教会は抑圧され、多くの聖公会系聖職者が大陸追放や処刑にあった。ダブリン大主教のジョージ・ブラウンも同じく地位を追われ、その後継にはヒュー・カーウェンがつくことになる。しかしメアリーの治世は短命に終わり、中道的なエリザベス1世の治世が始まるとヒューは自身がプロテスタントであると宣言しその地位を保守した。なお、彼の代にアイルランド国教会は正式に国教の地位を得た。

### 教区再編と国教廃止以降
1833年からアイルランド国教会は中世以来の教区を再編した。24あった主教区は統合が行われ12に減らすことが決定し、また大主教管区についても、いままで4つあった大主教管区が2つに統合されることとなる。大主教であったケッシェルとチュアムは廃止され、ケッシェル大主教管区は1838年にダブリン大主教管区に吸収される形となって現在のアイルランド南部5教区を統括する南部大教区（ダブリンおよびケッシェル連合大主教管区）が完成した。また主教区も1846年には新たにキルデア主教区と連合。1976年に再び分裂して、キルデア主教区はミーズ主教区と連合して現在ではミーズおよびキルデア主教区と称する。
アイルランド国教会は設立以来、圧倒的少数派でありながら国教であるという状況を保った。歳入をカトリック信徒を含めた全アイルランド人から徴収した十分の一税で得ていたことも批判の対象であった。19世紀に入るとこの状態の改善に向けた動きは強まり、自由党政権化の1871年1月1日、アイルランド国教会は国教の地位を降りた。このさい多くの教会建築などがアイルランド政府の所管に移されたものの、現在でもダブリン大主教区の大聖堂は2つとも同大主教区の管理下にある。なお、宗教改革以降クライストチャーチから締め出された形となったカトリックのダブリン大司教座は現在は聖マリア臨時司教座聖堂にあるものの、現在に至るまでカトリックは正式な司教座は、あくまでもクライストチャーチ大聖堂であるという姿勢を変えていない。

### ダブリン大主教の一覧 (宗教改革以降)

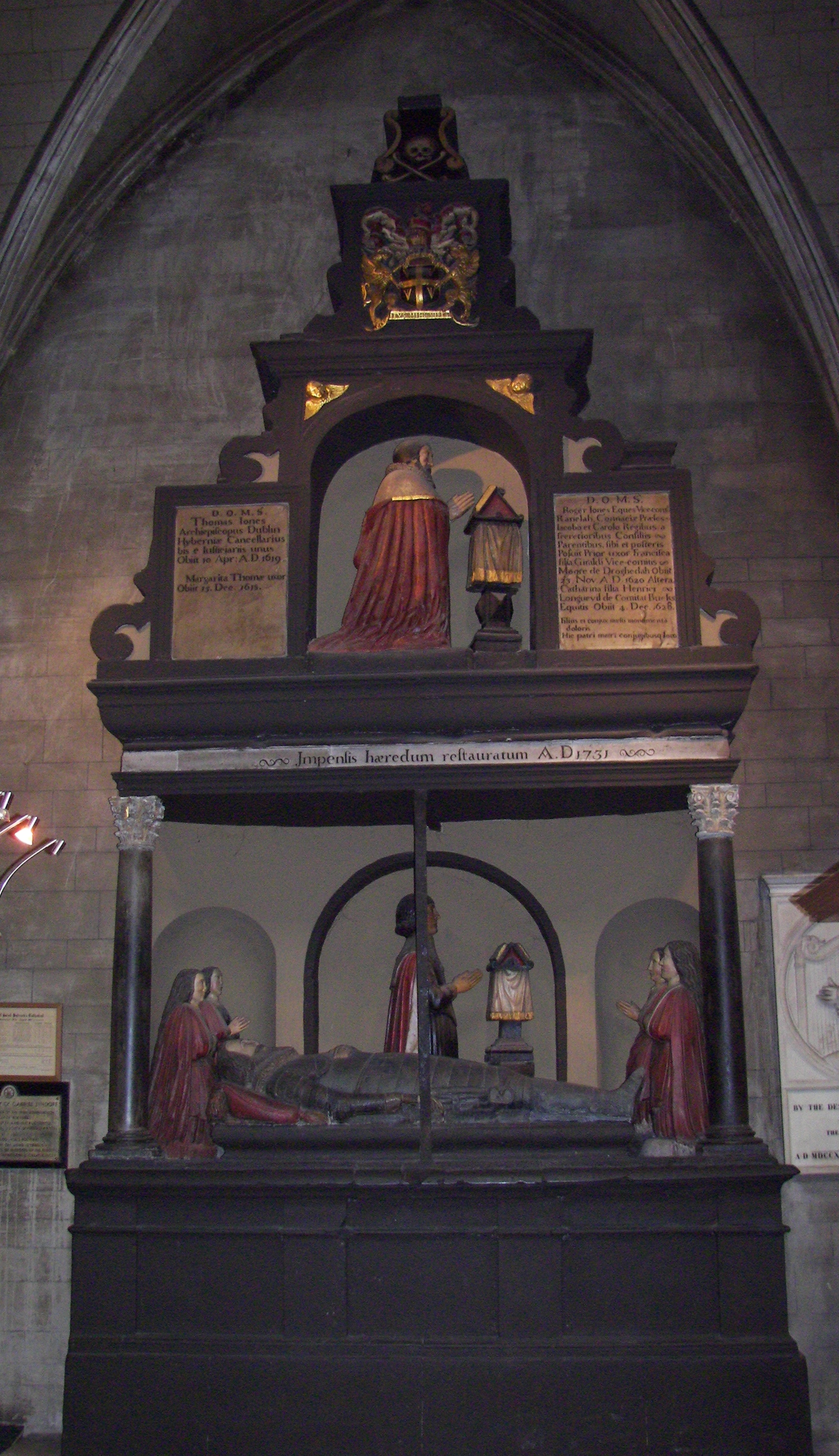
トマス・ジョーンズの記念物（聖パトリック大聖堂）

ダブリンおよびグレンダーロッホ連合主教区の大主教およびアイルランド首座主教の一覧
- 1536-1554 ジョージ・ブラウン（George Browne）。妻帯していたためメアリー1世により地位を追われる[注釈 10]。
- 1555-1567 ヒュー・カーウェン（Hugh Curwen）メアリー治世下にはカトリック主義を堅持し、エリザベス1世の代になると国教会となった。
- 1567-1605 アダム・ロフタス（英語版）（Adam Loftus） ダブリン大学トリニティカレッジ初代学長
- 1605-1619 トマス・ジョーンズ（英語版）（Thomas Jones）
- 1619-1650 ランスロット・バークリー（Lancelot Bulkeley）
- 1661-1663 ジェームズ・マーゲットソン（James Margetson）
- 1663-1679 マイケル・ボイル（Michael Boyle）
- 1679-1681 ジョン・パーカー（John Parker）
- 1682-1693 フランシス・マーシュ（Francis Marsh）
- 1694-1703 ナルシサス・マーシュ（英語版）（Narcissus Marsh）[注釈 11]
- 1703-1729 ウィリアム・キング（英語版）（William King）
- 1730-1742 ジョン・ホードリー（英語版）（John Hoadly）
- 1743-1765 チャールズ・コブ（Charles Cobbe）
- 1765-1765 ウィリアム・カーマイケル(William Carmichael)
- 1766-1771 アーサー・スミス（Arthur Smyth）
- 1772-1778 ジョン・クラドック（John Cradock）
- 1779-1801 ロバート・ファウラー（英語版）
- 1801-1809 初代ノーマントン伯爵チャールズ・エイガー
- 1809-1819 ユースビー・クリーヴァー（英語版）
- 1820-1822 ジョン・ジョージ・ド・ラ・プア・ベレスフォード（英語版）
- 1822-1831 ウィリアム・マギー（英語版）（William Magee）
- 1831-1863 リチャード・ホエートリー（Richard Whately）

1846年にキルデア主教区はダブリン大主教区に併合。
- 1864-1884 リチャード・チェネヴィックス・トレンチ（英語版）（Richard Chenevix Trench）
- 1884-1897 ウィリアム・プランケット（英語版）（William Plunket）
- 1897-1915 ジョセフ・ファーグソン・ピーコック（Joseph Ferguson Peacocke）
- 1915-1919 ジョン・ヘンリー・バーナード（英語版）（John Henry Bernard）
- 1919-1920 チャールズ・フレデリック・ダーシー（Charles Fredrick D'Arcy）
- 1920-1939 ジョン・アレン・フィッツジェラルド・グレッグ（John Allen Fitzgerald Gregg）
- 1939-1956 アーサー・ウィリアム・バートン（Arthur William Barton）
- 1956-1969 ジョージ・オットー・シムス（George Otto Simms）
- 1969-1977 アレン・アレキサンダー・ブキャナン（Alan Alexander Buchanan）

1976年、キルデア主教区はダブリンとの連合状態からはなれミーズ主教区と合併。
- 1977-1985 ヘンリー・ロバート・マカドゥー（英語版）(Henry Robert McAdoo)
- 1985-1996 ドナルド・アーサー・リチャード・ケアード（Donald Arthur Richard Caird）
- 1996-2002 ウォールトン・ニューカム・フランシス・エンペイ（英語版）（Walton Newcombe Francis Empey）
- 2002- ジョン・ロバート・W・ネイル（英語版）（John Robert W. Neill）

## 大聖堂
中世以来、ダブリン大司教座はクライストチャーチ大聖堂にある。しかし、多くの時代においてその地位はもうひとつの大聖堂である聖パトリック大聖堂と分有した状態にあった。過去にはかなりの対立があったものの、ダブリン大司教フェリングスの時代に6つの協定（Pacis Compositio）が結ばれ、法的には1870年代まで有効であったこの協定に従って地位を分有していた。
主教座があるクライストチャーチは、16世紀に身廊が滑って一部が倒壊して以来、19世紀までダブリン大主教の大聖堂は双方とも悲惨な状態で放置され、本格的な修理も行われていなかったが、19世紀末に大規模改修を行い現在の姿にいたる。また、同時期に聖パトリック大聖堂も復元が行われた。

### 聖職者議員
1800年に合同法の成立によりアイルランド議会が解散してからアイルランド国教会が国教の地位を退く1871年以前、ダブリン大主教は他の大主教と持ち回りで聖職者議員としての貴族院の席についていた。